# Глебов (Новоушицкий район)
Глебов (укр. Глібів) — село в Новоушицком районе Хмельницкой области Украины.
Население по переписи 2001 года составляло 737 человек. Почтовый индекс — 281722. Телефонный код — 3847. Занимает площадь 3,476 км². Код КОАТУУ — 6823382001.

## Известные уроженцы
- Копержинский, Константин Александрович (1894—1953) — украинский советский литературовед-славист.

## Местный совет
32610, Хмельницкая обл., Новоушицкий р-н, с. Глебов